# Eutornopera quinquestriata
Eutornopera quinquestriata är en fjärilsart som beskrevs av George Francis Hampson 1900. Eutornopera quinquestriata ingår i släktet Eutornopera och familjen tandspinnare. Inga underarter finns listade i Catalogue of Life.